# 다나카 유키오 (1967년)
다나카 유키오(일본어: 田中 幸雄, 1967년 12월 14일 ~ )는 일본의 전 프로 야구 선수이자 야구 지도자이다.
현역 시절 22년 동안 줄곧 닛폰햄 파이터스·홋카이도 닛폰햄 파이터스에서 주력 선수로 활약했을 뿐만 아니라 ‘미스터 파이터스’(ミスター・ファイターズ), ‘미스터 닛폰햄’(ミスター日ハム)이라는 별명이 불릴 정도로 유명했다. 2015년부터 2017년까지 홋카이도 닛폰햄 파이터스의 2군 감독을 맡았다.

## 인물

### 프로 입단 전
아버지가 아사히 카세이에 근무하고 있어서 어린 시절에는 노베오카시에서 거주하고 있었다. 초등학교 3학년 때 미야코노조시로 이사를 가서 초등학교 5학년 때 연식 야구팀에 입단했다. 중학교 야구부에서는 8번 타자로서 활약했는데 뚜렷한 성적을 남기지는 못했지만 응원단이라도 좋으니까 야구부의 멤버로서 고시엔에 가고 싶다고 생각해서 일반 입시를 거쳐 미야코노조 고등학교에 진학했다. 동기의 신입 부원은 60명 이상이었지만 오른쪽 치는 것의 기술과 강한 어깨를 가졌다는 평가를 받고 1학년 가을부터 2번·유격수의 주전으로 정착했다. 1학년 위에는 팀의 에이스인 다구치 류지가 있어서 2학년이 된 1984년에는 제56회 선발 고등학교 야구 대회에 출전했고 준결승전에서는 일명 ‘KK 콤비’를 거느리는 PL가쿠엔 고등학교와의 연장전 접전 끝에 패했다. 같은 해 여름에 있었던 제66회 전국 고등학교 야구 선수권 대회에 출전해 3차전에서 또다시 PL가쿠엔 고등학교와 맞대결을 펼쳤지만 1대 9로 졌다.
2학년 가을이 되면서 팀의 주장으로 발탁됐고 더 나아가 신임 감독의 조언을 받아서 타법을 변경했는데 급격하게 장타력이 붙어서 반년이 채 되지 않은 사이에 35개의 홈런을 기록했다. 3학년 여름에 있었던 소속 현 대회(전국 고등학교 야구 선수권 미야자키 대회) 3차전에서 팀이 패한 바람에 고시엔 대회 출전은 이루지 못했지만 뛰어날 정도의 강한 어깨와 거칠면서도 파워가 있는 타격으로 고 신지와 함께 규슈에서 1, 2위를 경쟁할 정도의 유격수라는 평가를 받고 있었다. 난카이 호크스, 히로시마 도요 카프, 세이부 라이온스, 요미우리 자이언츠, 닛폰햄 파이터스 등의 프로 구단 스카우트가 다나카를 주목해서 학교를 방문했다고 한다. 닛폰햄 구단 상무인 오사와 게이지가 시찰했을 때 기대 이상의 좋은 플레이를 보인 적도 있어서 1985년 프로 야구 드래프트 회의에서 닛폰햄 파이터스로부터 3순위 지명을 받고 입단했다. 계약금과 연봉은 각각 3,000만 엔, 280만 엔(모두 추정치)으로, 계약금의 일부는 미야자키 현에 소재하고 있는 도서관에 기부했다. 또한 세이부의 관리부장이었던 네모토 리쿠오는 ‘비밀 병기’라고 생각하고 있던 다나카를 지명하지 못한 것을 후회했다고 말했다.

### 프로 야구 선수 시절·전반

#### 입단 초기 ~ 1992년
프로 1년차인 1986년에는 스프링 캠프에서부터 2군에 있었지만 6월 10일 경에 1군에 등록돼 그 날에 열린 난카이 호크스와의 경기에서 선발 출전을 이뤘다. 이 경기에선 두 번째 타석에서 고등학교 선배에 해당되는 이노우에 유지로부터 프로 첫 안타가 되는 홈런을 때려냈다. 하지만 다음날부터 17타석 무안타라는 극도의 타격 부진으로 인해 1군 등록이 말소되는 등 1군에는 복귀하는 일은 없었지만 그 해에는 이스턴 리그에서 타율 2할 9푼 9리, 9홈런, 29타점 등의 성적을 남겨 베스트 나인에 선정됐다.
2년차인 이듬해 1987년에는 팀을 젊게 만들겠다고 공언하는 다카다 시게루 감독의 방침도 있어서 전년도까지 주전이었던 다카시로 노부히로와 입단 동기이자 프로 야구 드래프트 1순위인 히로세 데쓰로를 대신해서 유격수로서 경기에 기용됐다. 펀치력 있는 타격이 있다고 평가받은 한편으로 수비면에 문제가 있다는 지적이 있어서 4월 28일 롯데 오리온스와의 경기에서는 1경기 세 번의 실책이라는 불명예스런 기록을 남겨서 7점차로 역전당하는 원인을 제공하기도 했다. 더 나아가 개막전에서 1루로 악송구한 것이 원인으로 극도의 긴장 상태에 빠져 있었는데 그 해에는 리그 1위인 25차례의 실책을 기록했다. 그러나 프로의 레벨을 따라가는데 필사적이어서 주저앉을 여유조차 없었고 그 해에 코치로 부임해 합숙소에서 머물고 있던 사루와타리 히로시게와 함께 밤늦게까지 연습에만 몰두했다고 한다.
1988년, 주니치 드래곤스에서 트레이드로 이적해 온 오시마 야스노리로부터 야구에 대한 자세와 배팅에 대해서 큰 영향을 받았다. 그러나 스프링 캠프 중반에 오른쪽 허벅지 통증으로 경기 출전을 포기해서 오가와 고이치로부터 주전 자리를 위협받았지만 시범 경기 중반에 복귀했고 5월 중순에는 클린업 타자로 기용됐다. 같은 해 올스타전에서는 팬 투표 1위로 선출됐고 올스타전 3차전에서는 7번·유격수로서 선발 기용됐다. 1988년 시즌에는 타율 2할 7푼 7리, 홈런 16개의 성적을 기록하여 자신으로서는 처음으로 베스트 나인과 골든 글러브상을 동시에 수상되는 영예를 안았다. 더욱이 이 수상에 대해서는 “그 해에도 실책은 17차례로, 이시게 히로미치가 3루수로 변경하는 등 때때로 타 구단의 선발이 고정돼 있지 않았을 뿐”이라고 훗날 다나카 자신이 이렇게 말하기도 했다. 이듬해 1989년에는 감독인 곤도 사다오가 견고한 수비와 타율 2할 7푼 ~ 2할 8푼, 20 ~ 30홈런을 기록할 것이라고 기대를 걸었지만 타격면에서의 성적은 작년보다 떨어졌다.
1990년에는 그해 봄에 발병한 허리 통증으로 선발에서 제외됐지만 상체의 힘만을 없애는 스윙을 염두에 둬서 8월에는 타율이 3할을 넘어서 수위 타자로도 큰 기대를 받았다. 8월 7일 오릭스 브레이브스와의 경기에서는 첫 번째 타석에서 2루타를 날려 타자 일순의 도화선에 불을 댕겼고 두 번째 타석에서는 1번 타자로서 첫 회에 만루 홈런을 날리는 등의 진기한 기록을 달성했다. 시즌 오프에는 작년에 열애한 부인과 결혼식을 올렸다.
이듬해인 1991년부터 등번호는 ‘6’이 됐고, 이것이 은퇴할 때까지 계속됐다. 4년 연속 전 경기 출장과 통산 3번째의 골든 글러브상을 수상했고 시즌 종료 후에는 500만 엔이 상승한 연봉 4,500만 엔(추정치)으로 갱신했다. 1992년에는 스프링 캠프 도중에 오른쪽 어깨 부상을 당해서 시범 경기 종반에 출전했다. 1992년에는 개막전에 대주자로서 출전한 것 밖에 없어서 오른쪽 어깨가 회복되지 않아 7월 2일자로 선수 등록이 말소돼 부상자 명단에 올랐다.

#### 1993년 ~ 1997년
1993년에는 팔꿈치나 어깨에 대한 부담을 경감하기 줄이기 위해 그해 닛폰햄 감독으로 부임한 오사와 게이지의 지도 하에 좌익수로 전향됐다. ‘너와 같이 죽는다’라는 오사와의 신뢰에 부응해서 리그 최다인 32개의 2루타를 기록했다. 그 해에는 퍼시픽 리그 특별 시상(노력상)을 수상했고 연봉은 5,800만 엔(추정치)으로 갱신했다. 다음해인 1994년에는 우익수로서 기용돼 3년 만에 올스타전에 출전했다. 올스타전 2차전에서는 3번·우익수로서 선발 출전했고 1994년 정규 시즌에서는 모두 개인 최고 성적인 27홈런, 87타점을 기록해 3,200만 엔이 상승한 연봉 9,000만 엔(추정치)으로 계약을 갱신했다. 이 해에는 중견수로서 자주 기용되기도 했다.
1995년에 우에다 도시하루가 감독으로 취임하면서 유격수로 다시 포지션이 변경됐고 자신으로서는 처음으로 4번 타자를 맡게 됐다. 5월에는 타율 3할 7푼 1리, 5홈런, 18타점의 성적으로 월간 MVP를 수상했다. 시즌 최종전이 된 10월 4일 세이부 라이온스와의 경기에서 1타점을 올려 이치로, 하쓰시바 기요시와 나란히 시즌 80타점으로 타점왕 타이틀을 획득했다. 또한 6월 7일부터 9월 21일에 걸쳐서 퍼시픽 리그 신기록이 되는 339차례 수비 기회 연속 무실책을 달성했고 수비율도 리그 기록에 육박하는 9할 9푼이 됐다. 그리고 시즌 타율 2할 9푼 1리는 자신의 최고 성적이었다. 그해에는 5년 만에 베스트 나인과 골든 글러브상을 동시에 수상하면서 팀의 야수로서 최고 액수가 되는 4,000만 엔이 상승한 연봉 1억 3,000만 엔(추정치)으로 계약을 갱신했다.
1996년에는 7월에 타율 3할 5푼 1리, 7홈런, 22타점의 성적으로 통산 두 번째의 월간 MVP를 수상했고 시즌에서는 22개의 홈런과 82타점 등의 성적을 남겼다. 전 이닝 출전 등이 평가를 받아 시즌 종료 후에 가진 계약 협상에서는 2,000만 엔이 상승한 연봉 1억 5,000만 엔(추정치)으로 갱신했으며 또한 세 번째의 미일 야구에 출전했다. 한편, 시즌 중간부터 오른쪽 팔꿈치에 경험한 적이 없는 극심한 통증이 일어나게 되면서 시즌 종료 후에 수술을 받았지만 통증이 가라앉지 못할 정도의 완치되진 않았다.
이듬해 1997년 8월 12일 지바 롯데 마린스와의 경기에서 일본 프로 야구 역대 세 번째가 되는 전타순 홈런을 달성했고 9월 19일에 오른쪽 팔꿈치 검사를 받아 시즌 종료 후인 10월 6일에 유리 연골 제거 수술을 받았다. 많은 구단들이 영입을 검토하고 있었지만 그해에 취득한 FA권을 시즌 오프 때에 행사하여 재계약금 7,500만 엔과 연봉 1억 5,000만 엔(모두 추정치)으로 구단으로서는 역대 최장 기록이 되는 3년 계약을 맺고 닛폰햄에 잔류했다.

### 프로 야구 선수 시절·후반

#### 1998년 ~ 2002년
1998년에는 스프링 캠프 초반이던 2월 5일에 베이스 런닝 중에 발이 미끄러져서 왼쪽 무릎 안쪽 인대 손상으로 전치 6주의 부상을 입었다. 시범 경기에서도 2, 3경기밖에 출전하지 못했지만 정규 시즌에 들어가면서 5월에 타율 3할 4푼 9리, 9홈런, 17타점의 성적으로 통산 세 번째의 월간 MVP를 수상했다. 6월 하순에 오른쪽 팔꿈치 통증으로 6경기를 결장했고 복귀 후에는 프로 입문 후 최초로 1루수를 맡게 됐다. 빅뱅 타선의 1번 타자로서 시즌 전반기에는 리그 1위의 페이스로 홈런을 양산했지만 그런 한편으로 7월에 오른쪽 팔꿈치의 변형성 관절염과 피로성 관절염이 판명돼 8월 1일 지바 롯데와의 경기에서 파울 플라이를 잡는 순간에 굴러 넘어져서 오른쪽 어깨 쇄관절에 타박상을 입는 등 크고 작은 부상이 계속됐다.
1999년에 1루수 자리를 오가사와라 미치히로에게 넘겨주면서 다시 유격수 자리로 복귀했다. 5월 20일 후쿠오카 다이에 호크스와의 경기에서 오른쪽 발뒤꿈치, 5월 29일 오릭스와의 경기에서 왼쪽 발목을 다치는 등의 타격 폼이 그대로 무너지자, 타율은 한때 2할 3푼 5리까지 떨어졌다. 그 후 7월 2일부터 7월 8일에 걸쳐 4경기 연속 홈런을 기록하는 등 컨디션이 회복돼 이중 8일은 것은 퍼시픽 리그 통산 35,000호 홈런이 됐다. 한편으로 전년도에 은퇴한 히로세 데쓰로의 뒤를 잇는 팀 리더가 없는 점에 대해서 고민했고, 시즌 종료 후 가타오카 아쓰시와 서로 의논한 끝에 가타오카를 새로운 리더로 하고 자신은 가타오카를 지원해주는 역할을 하기로 결정했다.
2000년에는 신인 다나카 겐스케가 시범 경기에서 유격수의 선발로 기용됐지만 시즌 개막 후에는 유키오가 전년도와 마찬가지로 주전 유격수가 됐다. 정규 시즌을 앞두고 시드니 올림픽 야구 일본 국가대표 선수로 발탁됐지만 왼손 과로성 골상해로 5월 말부터 1개월 이상 등록이 말소됐다. 올림픽 무대에서는 고시엔 대회나 프로 1, 2년차와 비교할 것이 아닐 정도로 긴장했다고 한다. 팀내 최고령 선수이며 유격수나 좌익수, 또는 지명타자로서 기용됐다. 올림픽에서는 2개의 홈런을 포함한 31타수 10안타, 타율 3할 2푼 3리를 기록해 3위 결정전에서 팀의 유일한 타점을 포함한 7타점을 올렸다.
2001년에는 시즌 개막 직후부터 셔먼 오반도나 가타오카, 나이젤 윌슨 등이 연달아 부상으로 전력에서 이탈했는데 이들을 대신해서 4번 타자를 맡았지만 4월 하순에는 타율이 2할에 못 미칠 정도의 부진에 시달렸다. 시즌 종료 후에는 FA권을 행사하지 않고 3년 계약을 맺었다. 이 해에도 유격수 뿐만 아니라 좌익수나 지명타자로 기용되는 일도 많았다.
2002년에는 가타오카의 FA 이적에 따라 3루수로 수비 위치가 변경되면서 다시 4번 타자를 맡았다. 코치인 다카시로 노부히로 등은 연령이나 수비 범위도 고려해서 타격에도 좋은 영향을 줄 것으로 기대하고 있었다고 한다. 7월 27일부터 7월 31일에 걸쳐 5경기 연속 2루타를 기록했고 우익수로서 가끔 기용되면서 9월 이후에는 좌익수로서 기용됐다. 시즌 종료 후에는 500만 엔이 삭감된 연봉 1억 3,500만 엔(추정치)으로 계약을 갱신했고 시즌 100경기 출장은 그 해가 마지막이 됐다.

#### 2003년 ~ 2007년
2003년 이후에는 지명타자 혹은 1루수로서의 출장이 큰폭으로 늘어났는데 그 해에는 부상때문에 두 차례나 1군 등록이 말소되면서 연속 두 자릿수 홈런은 10년으로 끝났다. 계약 갱신에서는 2,500만 엔이 삭감된 연봉 1억 1,000만 엔(추정치)이 됐다.
2004년에 구단이 연고지를 홋카이도로 이전했고, 이때부터 매년과 같이 통산 2000안타 달성을 기대받고 있었다. 시즌 초반에는 13경기에서 12개의 안타를 날리는 등 호조의 출발을 했지만 4월 17일 지바 롯데와의 경기에서 1루 수비 시에 타구가 오른손 집게 손가락에 맞아 골절상을 입었고 약 2개월 반에 걸쳐 경기에 출전하지 못했는데 6월 26일에 복귀했다. 9월 20일 다이에와의 경기에서는 9회말 동점 2사 만루 상황에서 신조 쓰요시의 타구가 좌익수 뒤의 관중석에 들어갔을 때 1루 주자였던 다나카는 끝내기 승리가 기쁜 나머지 2루 베이스 앞에서 신조와 얼싸안고 한 바퀴를 돌았다. 이때 선행 주자를 추월한 신조는 아웃이 선언되면서 홈런은 취소가 됐다. 기록은 1루까지 도달했기 때문에 단타로 간주된 신조에게 다나카가 사죄했는데 신조는 “괜찮습니다! 무슨 말씀입니까, 이겼으니깐요!”라고 웃는 모습을 보여주면서 다나카를 위로해줬다고 한다.
2005년 8월 27일, 소프트뱅크와의 경기에서 끝내기 안타를 쳐서 이것이 개인 통산 1000타점이 됐다. 시력이 약해진 것을 느꼈던 점에서 시즌 종료 후에는 라식 수술을 받았다. 이듬해 2006년에는 팀의 주장으로 발탁돼 감독인 트레이 힐만의 기용법에 불만을 느꼈던 팀 동료를 격려하는 등 정신면에서도 팀을 이끌었다. 9월 이후에는 6타수 무안타로 고전했지만 프로 생활 21년 만에 처음으로 리그 우승과 일본 시리즈 우승을 동시에 경험해 헹가래를 받았다. 일본 시리즈에서 자신은 1차전에 대타로서 출전해 범타로 물러나 이후에는 출전 기회가 없었다. 또 아시아 시리즈에서는 7번·지명타자로 선발 출전한 라뉴 베어스와의 경기에서 무안타에 그쳤지만 차이나 스타스와의 경기에서 대타로 출전해 안타를 날려 팀도 아시아 시리즈 정상에 오르는 영예를 안았다.
2007년에는 오가사와라 미치히로가 요미우리 자이언츠에 이적한 일도 있어서 1루수로 선발 출전하는 기회가 늘어났다. 4월 28일 도호쿠 라쿠텐 골든이글스와의 경기에서 2년 만에 홈런(6년 만의 만루 홈런)를 날렸고 5월 5일 삿포로 돔에서 열린 오릭스와의 경기에서 구장별 홈런을 33으로 해서 이것으로 통산 안타 개수는 1997이 됐다. 여기서부터 홈구장에서 치른 4경기에서 무안타에 그쳤지만 5월 17일 도쿄 돔(홈 경기)에서 열린 라쿠텐과의 경기에서 일본 프로 야구 역대 35번째의 개인 통산 2000안타를 달성해 이 경기에선 2년 만에 맹타상도 달성했다. 9월 7일에 구단으로부터 전력외 통보와 코치를 맡아달라는 요청이 있었지만 정작 본인은 팔꿈치 등의 부상을 치료해서 휴양 생활을 하고 싶다는 입장을 밝혀서 결국 고사했다.
시즌 최종전인 9월 19일 도쿄 돔에서 열린 라쿠텐과의 경기에서 대타로 출전해 타석에서 적시타를 날렸고 경기 종료 후 2007년 시즌 끝으로 현역에서 은퇴하겠다는 입장을 밝혔다. ‘유키오’(幸雄)라는 함성이 관중석에서 넘쳐났다고 한다. 11월 25일 삿포로 돔에서 개최된 팬 페스티벌에서 은퇴식을 가졌고 11월 26일 부로 임의 은퇴 선수로 공시됐다. 그해에는 퍼시픽 리그로부터 특별 시상(공로상)이 수여됐다. 현역 시절에 오랫동안 착용했던 등번호 6번은 그 공적을 기려서 닛폰햄 구단의 영구 결번으로 지정하는 것도 한때 검토됐지만 본인의 승낙을 얻은 후 그해 가을에 입단한 나카타 쇼에게 넘겨줬다.

### 그 후
현역에서 은퇴한 이듬해 2008년 5월 14일에 《STV 어택 나이터》, 2009년 4월 3일 삿포로 돔 개막전에서 방송된 《HBC 파이터스 나이터》에는 게스트 해설자로서 출연했다. 2009년 10월 13일에 닛폰햄 2군 타격 코치로 부임하여 친정팀에 복귀했고 같은 달에 있은 교육 리그에서 타격 지도를 시작했다. 2011년부터 2012년까지 닛폰햄 1군 타격 코치를 맡았고 2013년부터 다시 2군 타격 코치를 맡았다.
2014년 10월 28일에 2군 감독으로 발탁됐고 이듬해 2015년 4월 28일 ‘사무라이 재팬 대학 일본 대표 대 NPB 선발’의 NPB 선발팀 코치를 맡았다. 2017년 시즌 종료 후, 건강상의 이유로 2군 감독직에서 물러났다. 2018년부터 TV 홋카이도, HBC 라디오, GAORA의 야구 해설가로서 활동한다.

## 플레이 스타일
강렬한 타격과 강한 어깨를 가져서 일본 프로 야구를 대표하는 공격적인 유격수로 알려질 정도였다. 그런 한편으로 타격이 부진하면 수비에도 악영향이 나오기 쉽다고 말한다.

### 타격
1988년에 오시마 야스노리의 타격폼을 참고로 해서 잡았을 때의 손의 위치를 뒤로 해서 백스윙을 작게한 뒤 발을 들어서 스텝을 밟는 타이밍을 취하게 되면서 타격이 개선됐다고 한다. 1995년 무렵부터는 왼발을 작게 끌어서 타이밍을 취하는 시계추 타법을 도입했다. 오른쪽 팔꿈치 유리 연골 통증으로 슬럼프를 겪고 있었기 때문에 부담을 줄이기 위해서 왼팔 위주의 폼을 만들었지만 팔을 뻗었을 때 왼쪽 팔꿈치가 회전하기 때문에 오른 팔의 완력으로 커버하고 있었다고 한다. 또한 오른팔의 팔의 둘레는 뻗친 상태에서 36cm가 됐다. 몸쪽에 들어오는 공을 적극적으로 승부해서 오치아이 히로미쓰는 “인사이드의 공에 덤벼들지 않으면 좀더 빨리 2000안타를 달성할 수 달성했을 텐데. 다만 그런 고집이 오랜 현역 생활로 연결됐을 것이다”라고 평가했다.
전타순 홈런을 기록하는 등 다양한 타순을 맡았지만 선구안이 좋지 않는 점과 발이 느리다는 이유로 1번 타자만큼은 힘들었다고 토로했다. 또한 닛폰햄이 과거에 도쿄 돔을 연고지로 하고 있었던 시절에 여름의 장기간 로드 때에는 하반신에 피로가 쌓여서 타격 성적이 극도로 떨어지는 경향이 있어서 이것을 과제로 삼고 있었다.

### 수비·야구 장비 등
3루수와 유격수 사이의 깊은 위치에서도 따라 붙는 수비 범위와 노 바운드로 1루에 보내는 송구를 밑천으로 하고 있었다. 주전 유격수로 정착한 무렵에는 리그 최다 실책수를 기록했지만 1995년에 339차례 수비 기회 연속 무실책이라는 퍼시픽 리그 기록을 수립하는 등 ‘수비의 명수’로 불리게 되면서 통산 5차례의 골든 글러브상을 수상했다. 그러나 흙에 비해서 단단한 인조잔디를 갖춘 도쿄 돔에서 활약했기 때문에 신체적인 부담이 커서 30세를 넘긴 무렵부터 자신의 송구 능력이 약해졌다는 것을 느끼게 됐다고 한다. 1998년경에는 왼쪽 무릎 및 그 인대, 왼쪽 발목에 부상을 당하면서 그 다음해에는 양쪽 다리에 극심한 통증을 일으켜 플레이 뿐만 아니라 주루에도 지장을 받을 정도의 슬럼프를 겪었다.
방망이에 대해서는 고집이 적어서 입단 시에 후타무라 다다미로부터 받은 방망이의 형태를 기본적으로 이어가고 있었다. 길이 34인치(86cm), 무게 920 ~ 930g으로 반발력이 있는 타격감을 좋아해서 화이트 애쉬 제품을 사용하고 있었다. 다만 부러지기 쉬워서 연습에서는 같은 모양의 아오다모의 것을 사용했다고 한다.

## 에피소드

### 선수명 표기 및 애칭
입단 1년차부터 4년차에 걸쳐 동성동명이자 똑같은 한자 이름을 갖고 있던 투수 다나카 유키오가 닛폰햄에 소속돼 있었기 때문에 구장 전광판이나 신문지상에서는 투수 다나카 유키오를 ‘田中幸’(다나카 유키), 내야수 다나카 유키오를 ‘田中雄’(다나카 오)라고 표기했다. 장내 방송에서는 등번호에 의해 구별하고 있었다. 또한 입단 첫 해인 1986년에 발행된 슈칸 베이스볼의 선수 명감을 통해 “동성동명의 선배를 따라잡을 수 있도록 노력하겠습니다”라고 말했다.
1989년 시즌 종료 후 투수 다나카 유키오가 주니치 드래곤스에 이적하면서 1990년부터는 ‘다나카’(田中)로 표기했지만 1992년에 오우치 미노루가 성을 다나카로 변경한 것에 따라 ‘田中幸’(다나카 유키)라고 표기했다. 다나카 미노루가 퇴단한 1994년 이후에는 다시 ‘다나카’가 됐고, 2000년에 다나카 겐스케가 입단하면서 은퇴할 때까지는 ‘田中幸’(다나카 유키)로 표기됐다. 참고로 현역 시절 동시에 닛폰햄에 소속되면서 ‘다나카’라는 성을 가진 선수는 투수 다나카 유키오 외에도 다나카 도미오, 다나카 마나부, 다나카 미노루, 다나카 겐스케, 다나카 사토시 등 총 5명이다.
신장은 184cm로 결코 작은 체구는 아니지만 투수 다나카 유키오가 190cm인 연상이었기 때문에 팀 동료들로부터는 투수 다나카 유키오를 ‘오오유키’(オオユキ)라고 부르고, 내야수 다나카 유키오를 ‘코유키’(コユキ)라고 부르게 됐다. 연상인 사람으로부터 불리는 것은 걱정하진 않았지만 연하의 팬에게서도 코유키라고 불리는 것에 대해서는 저항감을 느꼈다고 한다. 20대 중반 무렵부터는 팬으로부터 ‘유키오 상’(ユキオさん)이라고 불리게 됐다.

### 2000안타에 관한 기록
통산 2000안타를 달성한 시점에서 시즌 타율 3할 이상을 한번도 기록했던 적이 없었는데 이것은 시바타 이사오, 기누가사 사치오에 이은 역대 세 번째이다(기누가사는 달성 다음해인 1984년에 타율 3할을 기록했다). 달성까지 필요로 했던 타석수 8413은 당시로서는 사상 최다이며 경기수 2205는 오시마 야스노리의 2290에 뒤를 이은 당시 역대 두 번째로 늦은 페이스이다. 39세 5개월에서의 달성은 당시 역대 6번째의 최고령 기록이다(2013년에 42세의 다니시게 모토노부가 9693타석째 및 2803경기째에서의 2000안타를 달성해 최고령 기록 및 경기수와 타석수 등의 가장 늦은 기록을 경신). 또한 통산 2000안타 달성자 가운데 시즌 150안타를 달성하지 않은 것은 역대 6번째이며 닛폰햄의 토박이 선수로서는 최초로 달성했다.

### 팔뚝의 굵기
야구계 굴지의 단련된 팔뚝의 굵기로 알려져 있어서 자타가 공인한 농담으로 ‘앞다리’라고 불릴 정도이다. 닛폰햄 2군 감독을 맡은 2016년에는 2군 연고지인 가마가야에서의 이스턴 리그전에서 다나카 유키오의 팔뚝 사진을 거의 실물크기로 인쇄한 ‘다나카 유키오 2군 감독 대단한 팔 TICKET’이 발매되고 있다.

### 그 외
아버지와 어머니의 신장은 각각 156cm와 148cm였지만 184cm의 몸집이 큰 체격으로 자라서 메이지 시대 출생으로 170cm였던 할아버지를 닮은 것이 아닌가라고 말했다. 생후 곧바로 사망한 형과 초등학교 입학 전에 사망한 남동생이 있어 그들이 힘을 빌려주는 듯한 느낌을 받았다고 한다. 이런 까닭도 있어서 인터뷰 등에서는 “나 자신은 운이 좋았던 것 뿐이지요”라고 말하는 경우가 많았다. 또 ‘사람과의 만남에 의지했다’라는 말도 자주해서 취재 등에 대해서는 진지한 자세로 대하면서 젊을 때부터 겸허한 인품을 가진 사람으로 알려져 있었다.
부인과는 다케다 가즈히로의 소개로 1988년에 교제를 시작했고 다음 해에 약혼을 거쳐 1990년에 결혼했다. 동시에 부인의 언니와 결혼한 마쓰우라 히로아키와는 의형제로 발전했고, 거주할 때도 이웃이었다. 본가가 양돈업을 운영하고 있었던 점도 있어 닛폰햄 구단주인 오코소 요시노리는 가족도 알고 있어 할아버지 등을 걱정해 준 것에 대해 감사를 표했다고 한다. 그러나 생전에 우승하지 못했던 것이 가장 유감이었다고 한다.
시드니 올림픽 출전이나 통산 2000안타 달성을 기념하여 2000년에 웰니스 미야코노조 시민 영예상, 2007년에 삿포로 시장 특별 수상, 2008년에 미야자키 현민 영예상 등을 수상했다.

## 상세 정보

### 출신 학교
- 미야코노조 고등학교

### 선수 경력
- 닛폰햄 파이터스·홋카이도 닛폰햄 파이터스(1986년 ~ 2007년)

### 지도자 경력
- 홋카이도 닛폰햄 파이터스 2군 타격 코치(2010년, 2013년 ~ 2014년)
- 홋카이도 닛폰햄 파이터스 1군 타격 코치(2011년 ~ 2012년)
- 홋카이도 닛폰햄 파이터스 2군 감독(2015년 ~ 2017년)

### 수상·타이틀 경력

#### 타이틀
- 타점왕: 1회(1995년)

#### 수상
- 베스트 나인: 4회(1988년, 1990년, 1995년, 1996년)
- 골든 글러브상: 5회(1988년, 1990년, 1991년, 1995년, 1996년)
- 월간 MVP: 3회(1995년 5월, 1996년 7월, 1998년 5월)
- 도쿄 돔 MVP: 1회(1994년)
- 삿포로 돔 MVP 공로상(2007년)
- 퍼시픽 리그 특별 수상 공로상: 3회(1993년, 2000년, 2007년)[주 1]
- 미야자키현 현민 영예상(2007년)[84]

### 개인 기록

#### 첫 기록
- 첫 출장·첫 선발 출장: 1986년 6월 10일, 대 난카이 호크스 9차전(고라쿠엔 구장), 9번·유격수로서 선발 출장
- 첫 안타·첫 타점·첫 홈런: 상동, 5회말에 이노우에 유지로부터 좌월 솔로 홈런
- 첫 도루: 1987년 6월 5일, 대 세이부 라이온스 10차전(고라쿠엔 구장), 8회말에 2루 안착(투수: 마에다 고지, 포수: 나카다 히데시)

#### 기록 달성 경력
- 통산 100홈런: 1994년 8월 31일, 대 오릭스 블루웨이브 24차전(그린 스타디움 고베), 2회초에 야마오키 유키히코로부터 솔로 홈런 ※역대 180번째
- 통산 1000경기 출장: 1995년 8월 13일, 대 오릭스 블루웨이브 20차전(후쿠시마 현영 아즈마 구장), 4번·지명타자로서 선발 출장 ※역대 326번째
- 통산 1000안타: 1996년 5월 14일, 대 세이부 라이온스 6차전(도쿄 돔), 3회말에 오노 가즈요시로부터 ※역대 182번째
- 통산 150홈런: 1996년 9월 28일, 대 오릭스 블루웨이브 25차전(그린 스타디움 고베), 2회초에 가네다 마사히코로부터 2점 홈런 ※역대 106번째
- 통산 200홈런: 1999년 5월 14일, 대 지바 롯데 마린스 6차전(지바 마린 스타디움), 1회초에 소노카와 가즈미로부터 좌월 2점 홈런 ※역대 70번째
- 통산 1500경기 출장: 1999년 8월 15일, 대 세이부 라이온스 22차전(도쿄 돔), 5번·유격수로서 선발 출장 ※역대 126번째
- 통산 1500안타: 2000년 4월 5일, 대 오릭스 블루웨이브 2차전(도쿄 돔), 6회말에 미즈오 요시타카로부터 2루타 ※역대 79번째
- 통산 300개의 2루타: 2000년 5월 14일, 대 오사카 긴테쓰 버펄로스 8차전(도쿄 돔), 6회말에 다카무라 히로시로부터 ※역대 37번째
- 통산 1000삼진: 2000년 5월 30일, 대 후쿠오카 다이에 호크스 10차전(도쿄 돔), 3회말에 브래디 라지오로부터 ※역대 26번째
- 통산 250홈런: 2001년 9월 4일, 대 오릭스 블루웨이브 27차전(그린 스타디움 고베), 7회초에 오쿠보 마사노부로부터 좌중간에 동점 2점 홈런 ※역대 42번째
- 통산 350개의 2루타: 2002년 7월 31일, 대 세이부 라이온스 22차전(세이부 돔), 7회초에 도이 요시히로로부터 ※역대 23번째
- 통산 3000루타: 2002년 9월 7일, 대 지바 롯데 마린스 21차전(지바 마린 스타디움), 2회초에 나단 민치로부터 좌전 안타 ※역대 36번째
- 통산 2000경기 출장: 2004년 6월 30일, 대 지바 롯데 마린스 17차전(삿포로 돔), 6번·지명타자로서 선발 출장 ※역대 35번째
- 통산 1000타점: 2005년 8월 27일, 대 후쿠오카 소프트뱅크 호크스 17차전(삿포로 돔), 10회말에 마하라 다카히로로부터 중월 끝내기 적시타 ※역대 25번째
- 통산 2000안타: 2007년 5월 17일, 대 도호쿠 라쿠텐 골든이글스 12차전(도쿄 돔), 4회말에 야마무라 히로키로부터 우전 안타 ※역대 35번째

#### 기타
- 18세 5개월에서의 홈런 기록: 상기 ‘첫 홈런’에서의 경기이며, 드래프트 제도가 도입된 이후의 선수로서는 1966년의 호리우치 쓰네오(요미우리 자이언츠)와 모리야스 도시아키(도에이 플라이어스), 1989년 5월 27일의 다니시게 모토노부(요코하마 다이요 웨일스)와 나란히 역대 2위의 최연소 기록이다. 1위는 18세 4개월의 다카하시 슈헤이(주니치 드래곤스, 1994년 1월 18일생)로 2012년 6월 17일에 기록했다.
- 339차례 수비 기회 연속 무실책: 1995년 6월 7일부터 같은 해 9월 21일까지의 기록이며 퍼시픽 리그 유격수로서는 최고 기록.
- 전타순 홈런: 1997년 8월 12일, 대 지바 롯데 마린스 17차전(미야기 구장), 5번·유격수로서 선발 출장, 2회초에 소노카와 가즈미로부터 홈런 ※역대 3번째(후루야 히데오, 마쓰나가 히로미에 이어 달성함)[주 2]
- 4년 연속 전 경기 출장: 1988년 ~ 1991년 ※역대 5번째
- 퍼시픽 리그 통산 35000호 홈런: 1999년 7월 8일, 대 지바 롯데 마린스 14차전(도쿄 돔), 5회말에 무토 준이치로로부터
- 구장별 33홈런: 2007년 5월 5일, 대 오릭스 버펄로스 8차전(삿포로 돔), 8회말에 모토야나기 가즈야로부터 홈런 ※가네모토 도모아키(33구장)와 나란히 2위 타이 기록[주 3]
- 올스타전 출장: 9회(1988년 ~ 1991년, 1994년 ~ 1997년, 1999년)

### 등번호
- 37(1986년 ~ 1990년)
- 6(1991년 ~ 2007년)
- 72(2010년 ~ 2017년)

### 연도별 타격 성적
| 연 도      | 소 속      | 경 기 | 타 석 | 타 수 | 득 점 | 안 타 | 2 루 타 | 3 루 타 | 홈 런 | 루 타 | 타 점 | 도 루 | 도 루 자 | 희 생 번 | 희 생 플 | 볼 넷 | 고 4 | 사 구 | 삼 진 | 병 살 타 | 타 율 | 출 루 율 | 장 타 율 | O P S |
| ---------- | ---------- | ----- | ----- | ----- | ----- | ----- | ------- | ------- | ----- | ----- | ----- | ----- | -------- | -------- | -------- | ----- | ---- | ----- | ----- | -------- | ----- | -------- | -------- | ----- |
| 1986년     | 닛폰햄     | 14    | 29    | 27    | 3     | 4     | 1       | 0       | 1     | 8     | 4     | 0     | 0        | 0        | 1        | 0     | 0    | 1     | 4     | 1        | .148  | .172     | .296     | .469  |
| 1987년     | 닛폰햄     | 112   | 351   | 325   | 36    | 66    | 11      | 0       | 9     | 104   | 33    | 1     | 5        | 3        | 2        | 19    | 2    | 2     | 80    | 10       | .203  | .250     | .320     | .570  |
| 1988년     | 닛폰햄     | 130   | 543   | 509   | 68    | 141   | 21      | 2       | 16    | 214   | 57    | 1     | 2        | 3        | 7        | 21    | 2    | 3     | 60    | 13       | .277  | .306     | .420     | .726  |
| 1989년     | 닛폰햄     | 130   | 465   | 429   | 41    | 106   | 16      | 3       | 7     | 149   | 43    | 7     | 8        | 8        | 4        | 21    | 2    | 3     | 50    | 5        | .247  | .284     | .347     | .632  |
| 1990년     | 닛폰햄     | 130   | 495   | 450   | 63    | 129   | 30      | 2       | 18    | 217   | 52    | 4     | 6        | 5        | 2        | 38    | 2    | 0     | 61    | 7        | .287  | .341     | .482     | .823  |
| 1991년     | 닛폰햄     | 130   | 494   | 453   | 46    | 109   | 15      | 6       | 13    | 175   | 62    | 3     | 1        | 7        | 3        | 30    | 1    | 1     | 44    | 12       | .241  | .287     | .386     | .674  |
| 1992년     | 닛폰햄     | 1     | 0     | 0     | 0     | 0     | 0       | 0       | 0     | 0     | 0     | 1     | 0        | 0        | 0        | 0     | 0    | 0     | 0     | 0        | ----  | ----     | ----     | ----  |
| 1993년     | 닛폰햄     | 128   | 509   | 474   | 63    | 120   | 32      | 1       | 12    | 190   | 63    | 5     | 7        | 2        | 4        | 27    | 2    | 2     | 72    | 17       | .253  | .294     | .401     | .695  |
| 1994년     | 닛폰햄     | 130   | 566   | 518   | 76    | 148   | 29      | 2       | 27    | 262   | 87    | 2     | 1        | 1        | 4        | 40    | 0    | 3     | 88    | 13       | .286  | .338     | .506     | .844  |
| 1995년     | 닛폰햄     | 130   | 555   | 488   | 76    | 142   | 28      | 1       | 25    | 247   | 80    | 1     | 4        | 0        | 5        | 58    | 7    | 4     | 77    | 10       | .291  | .368     | .506     | .874  |
| 1996년     | 닛폰햄     | 130   | 575   | 513   | 73    | 142   | 29      | 3       | 22    | 243   | 82    | 3     | 2        | 0        | 6        | 52    | 2    | 4     | 90    | 12       | .277  | .344     | .474     | .818  |
| 1997년     | 닛폰햄     | 133   | 599   | 539   | 72    | 137   | 29      | 3       | 19    | 229   | 63    | 1     | 1        | 0        | 5        | 51    | 1    | 4     | 96    | 17       | .254  | .321     | .425     | .745  |
| 1998년     | 닛폰햄     | 107   | 482   | 420   | 62    | 115   | 28      | 0       | 24    | 215   | 63    | 2     | 0        | 0        | 3        | 53    | 6    | 6     | 102   | 8        | .274  | .361     | .512     | .873  |
| 1999년     | 닛폰햄     | 131   | 556   | 508   | 73    | 137   | 23      | 2       | 23    | 233   | 74    | 2     | 1        | 0        | 3        | 39    | 0    | 6     | 132   | 14       | .270  | .327     | .459     | .786  |
| 2000년     | 닛폰햄     | 97    | 373   | 328   | 45    | 84    | 16      | 1       | 15    | 147   | 46    | 1     | 1        | 5        | 2        | 30    | 0    | 8     | 85    | 4        | .256  | .332     | .448     | .780  |
| 2001년     | 닛폰햄     | 139   | 556   | 491   | 46    | 125   | 22      | 0       | 20    | 207   | 77    | 2     | 2        | 4        | 2        | 57    | 3    | 2     | 109   | 12       | .255  | .333     | .422     | .755  |
| 2002년     | 닛폰햄     | 132   | 514   | 467   | 57    | 130   | 31      | 4       | 17    | 220   | 53    | 0     | 2        | 5        | 2        | 37    | 3    | 3     | 102   | 13       | .278  | .334     | .471     | .805  |
| 2003년     | 닛폰햄     | 78    | 264   | 240   | 31    | 66    | 11      | 1       | 9     | 106   | 32    | 3     | 0        | 1        | 0        | 20    | 0    | 3     | 50    | 8        | .275  | .338     | .442     | .780  |
| 2004년     | 닛폰햄     | 35    | 91    | 79    | 7     | 20    | 5       | 0       | 0     | 25    | 10    | 0     | 0        | 0        | 0        | 12    | 1    | 0     | 22    | 3        | .253  | .352     | .316     | .668  |
| 2005년     | 닛폰햄     | 98    | 211   | 194   | 17    | 46    | 11      | 2       | 5     | 76    | 22    | 0     | 0        | 1        | 3        | 13    | 0    | 0     | 46    | 5        | .237  | .281     | .392     | .673  |
| 2006년     | 닛폰햄     | 58    | 96    | 86    | 3     | 15    | 2       | 0       | 0     | 17    | 4     | 1     | 0        | 1        | 1        | 8     | 1    | 0     | 18    | 3        | .174  | .242     | .198     | .440  |
| 2007년     | 닛폰햄     | 65    | 141   | 135   | 16    | 30    | 4       | 0       | 5     | 49    | 19    | 0     | 0        | 1        | 0        | 5     | 0    | 0     | 28    | 4        | .222  | .250     | .363     | .613  |
| 통산: 22년 | 통산: 22년 | 2238  | 8465  | 7673  | 974   | 2012  | 394     | 33      | 287   | 3333  | 1026  | 40    | 43       | 47       | 59       | 631   | 35   | 55    | 1416  | 191      | .262  | .321     | .434     | .755  |

- 굵은 글씨는 시즌 최고 성적.

### 주해
1. ↑  1993년은 노력상, 2000년은 회장 특별상(시드니 올림픽 출장), 2007년은 공로상
2. ↑  참고로 소노카와 가즈미로부터 전타순 홈런이라는 기록도 갖고 있다.
3. ↑  역대 1위는 야마우치 가즈히로(39구장)이다.

### 출전
1. ↑  ‘야큐코조 논픽션 - “미스터 파이터스” 다나카 유키오의 충실한 인생 첫회, 1번 타자의 만루 홈런!’, 《야큐코조》 2008년 12월호, p.164
2. 1 2  요미우리 신문, 2007년 5월 18일자 조간, p.25
3. 1 2  요미우리 신문, 2001년 7월 14일자 조간, 미야자키 지방면
4. 1 2 3 4  ‘무아몽중을 다시 한번’, 《슈칸 베이스볼》, 2001년 5월 21일자, p.38
5. 1 2 3  《야큐코조》, 2008년 12월호, p.168
6. 1 2  《슈칸 베이스볼》, 2001년 5월 21일자, p.39
7. ↑  요미우리 신문, 1998년 8월 9일자 조간, p.18
8. ↑  야고 요이치, ‘最も遅い達成に彼らしさ感じる 84-86年担当’ - 홋카이도 닛칸 스포츠
9. 1 2 3  ‘좌절과 부활의 야구 인생 다나카 유키오, 2000개의 안타를 달성하다’, 《Sports Graphic Number》, 2007년 5월 24일자, p.114
10. 1 2  《야큐코조》, 2008년 12월호, p.169
11. ↑  ‘기록의 수첩 2373회 - 다나카 유키오가 역대 35번째의 대기록 달성! ‘2000안타’수립까지의 업적을 되돌아 본다’, 《슈칸 베이스볼》, 2007년 6월 11일자, p.71
12. ↑  ‘마쓰우라 히로아키·다나카 유키오 - 쇠고기와 가모가와의 물고기는 1군에 합류하는 건강의 원천’, 《Sports Graphic Number》, 1986년 12월 5일자, p.114
13. 1 2 3 4  《슈칸 베이스볼》, 2001년 5월 21일자, p.40
14. ↑  요미우리 신문, 1987년 5월 8일자 석간, p.3
15. 1 2  《야큐코조》, 2008년 12월호, p.170
16. 1 2  ‘FACE '88 코유키가 듣는 변신’, 《슈칸 베이스볼》, 1988년 6월 13일자, p.120
17. 1 2 3  아사히 신문, 1988년 7월 23일자 석간, p.3
18. ↑  1988년 산요 올스타전 경기 결과(3차전) - 일본 야구 기구 홈페이지
19. 1 2  《야큐코조》, 2008년 12월호, p.171
20. ↑  ‘The 초점: 슬로 스타터의 걱정이 되는 '89 전력질주 - 허리 통증도, 초반 부진도 라이벌도, 강한 기질로 쫓아버리는 코유키군은, 지는 게 싫다!’, 《슈칸 베이스볼》, 1989년 5월 22일자, p.55
21. ↑  ‘TALK with SMILA 다나카 유키오 - 올해의 나는 적극적이다. 수위 타자 따위도 ‘밑져야 본전’으로 노려봅니다!’, 《슈칸 베이스볼》, 1990년 8월 27일자, p.128
22. ↑  《야큐코조》, 2008년 12월호, p.166
23. 1 2  ‘시즌 오프에 식탁 절경: 30회 - 일란성 쌍둥이의 응원으로 닛폰햄 분발하다! 마쓰우라 히로아키·다나카 유키오’, 《Sports Graphic Number》, 1991년 2월 20일자, p.113
24. ↑  요미우리 신문, 1991년 12월 19일자 조간, p.19
25. ↑  마이니치 신문, 1992년 7월 3일자 조간, p.25
26. 1 2  “(일본어)パ・リーグ BLUE BOOK パ・リーグ特別表彰”. 2012년 3월 31일에 원본 문서에서 보존된 문서. 2013년 2월 21일에 확인함.
27. ↑  요미우리 신문, 1993년 12월 3일자 조간, p.21
28. ↑  1994년 산요 올스타전 경기 결과(2차전) - 일본 야구 기구 홈페이지
29. ↑  요미우리 신문, 1994년 11월 27일자 조간, p.17
30. 1 2 3  “(일본어)パ・リーグBLUE BOOK”. 2011년 11월 8일에 원본 문서에서 보존된 문서. 2011년 11월 13일에 확인함.
31. ↑  요미우리 신문, 1995년 10월 5일자 석간, p.3
32. 1 2 3  《슈칸 베이스볼》, 2007년 6월 11일자, p.72
33. ↑  요미우리 신문, 1995년 12월 2일자 조간, p.20
34. ↑  아사히 신문, 1996년 12월 21일자 조간, p.29
35. 1 2  ‘FA 자격 획득! 그런데 어떻게 하는가?’, 《슈칸 베이스볼》, 1997년 10월 20일자, p.56
36. ↑  마이니치 신문, 1997년 11월 13일자 조간, p.25
37. ↑  아사히 신문, 1998년 2월 6일자 조간, p.28
38. ↑  ‘그래픽 인터뷰 - 다나카 유키오 ‘13년째의 승부’: 17년 만에 승리를 향해서 파이터스의 리더가 말하는 “마음에 숨겨둔 조용한 욕망”’, 《슈칸 베이스볼》, 1998년 7월 20일자, p.4
39. 1 2  《슈칸 베이스볼》, 1998년 7월 20일자, p.5
40. 1 2  ‘첫 1번 타자 킹에게 일직선!’, 《슈칸 베이스볼》, 1998년 7월 6일자, p.16
41. ↑  요미우리 신문, 1998년 7월 11일자 조간, p.19
42. ↑  마이니치 신문, 1998년 8월 3일자 조간, p.17
43. ↑  마이니치 신문, 1999년 6월 28일자 조간, p.22
44. 1 2  “(일본어)パ・リーグ BLUE BOOK 個人打撃連続記録(2)”. 2013년 4월 3일에 원본 문서에서 보존된 문서. 2013년 2월 21일에 확인함.
45. ↑  ‘스페셜 인터뷰 - 다나카 유키오: 오시마 신임 감독을 맞이하는 닛폰햄의 주포가 말하는 2000년이란? “오시마 감독과 오코소 구단주를 남자로 만들고 싶다”’, 《슈칸 베이스볼》, 2000년 1월 31일자, p.125
46. 1 2 3 4 5  ‘이런 프로 야구를 보고 싶다! 〈클로즈 업〉 마쓰이 가즈오·미야모토 신야·다나카 유키오 ‘유격수의 즐거움’’, 《Sports Graphic Number》, 2000년 6월 29일자, p.74
47. 1 2 3 4  《슈칸 베이스볼》, 2001년 5월 21일자, p.41
48. ↑  ‘우리들 사무라이 재팬은 이렇게 싸운다’, 《슈칸 베이스볼》, 2000년 10월 16일자, p.13
49. 1 2  《별책 다카라지마》 1545호, p.106
50. ↑  요미우리 신문, 2001년 11월 4일자 조간, p.27
51. ↑  아사히 신문, 2002년 2월 16일자 조간, p.16
52. ↑  ‘2002 스프링 캠프에 타오르는 남자들 - 다나카 유키오 Convert 다시 태어나는 베테랑’, 《슈칸 베이스볼》, 2002년 2월 18일자, p.205
53. ↑  요미우리 신문, 2002년 12월 5일자 조간, p.19
54. ↑  요미우리 신문, 2003년 12월 23일자 조간, p.13
55. 1 2  ‘야구 상쾌한 바람: 편집장 FILE - ‘2000’은 곧 나온다’, 《슈칸 베이스볼》, 2007년 5월 21일자, p.130
56. ↑  ‘幻の満塁弾 走者と抱き合って…’ - 홋카이도 신문
57. 1 2  마이니치 신문, 2005년 12월 19일자 석간, p.3
58. 1 2  요미우리 신문, 2007년 5월 1일자 석간, p.3
59. ↑  2006년 일본 시리즈 경기 결과(1차전) - 일본 야구 기구 홈페이지
60. ↑  2006년 KONAMI CUP 아시아 시리즈 경기 결과(예선 리그) - 2006년 11월 10일(금) 도쿄 돔, 일본 야구 기구 홈페이지
61. ↑  2006년 KONAMI CUP 아시아 시리즈 경기 결과(예선 리그) - 2006년 11월 11일(토) 도쿄 돔, 일본 야구 기구 홈페이지
62. ↑  마이니치 신문, 2007년 10월 21일자 조간, p.23
63. 1 2  아사히 신문, 2009년 10월 14일자 조간, 홋카이도 지방면
64. ↑  ‘야구 상쾌한 바람: 편집장 FILE - 가을 바람’, 《슈칸 베이스볼》, 2007년 10월 8일자, p.114
65. ↑  관련 내용 보관됨 2015-06-26 - 웨이백 머신 - 홋카이도 닛폰햄 파이터스 공식 홈페이지, 2014년 10월 28일
66. ↑  「侍ジャパン大学日本代表対NPB選抜」出場予定選手について 보관됨 2015-06-26 - 웨이백 머신 - 홋카이도 닛폰햄 파이터스 공식 홈페이지, 2015년 4월 28일
67. ↑  侍J大学代表vsNPB選抜 メンバー発表 보관됨 2015-05-22 - 웨이백 머신 - 일본 야구 기구 홈페이지, 2015년 4월 28일
68. ↑  “ファーム監督退任のお知らせ｜北海道日本ハムファイターズ”. 홋카이도 닛폰햄 파이터스. 2017년 10월 24일. 2018년 1월 20일에 원본 문서에서 보존된 문서. 2018년 1월 20일에 확인함.
69. ↑  ‘일본 시리즈 완전 상보 - 용의 대관. 〈은퇴에 부쳐서〉도쿄 돔과 다나카 유키오와’, 《Sports Graphic Number》, 2007년 11월 22일자, p.64
70. 1 2  ‘“쇼트스톱”들’, 《슈칸 베이스볼》, 1997년 9월 1일자, p.57
71. 1 2  《야큐코조》, 2008년 12월호, p.172
72. ↑  《슈칸 베이스볼》, 2000년 1월 31일자, p.127
73. ↑  《슈칸 베이스볼》, 2000년 1월 31일자, p.124
74. 1 2 3  ‘현역 선수의 고집 방망이 ‘나는 이것에 고집하고 싶다’’, 《슈칸 베이스볼》, 2000년 5월 22일자, p.21
75. ↑  《슈칸 베이스볼》, 2007년 6월 11일자, p.70
76. 1 2 3 4  《슈칸 베이스볼》, 2007년 6월 11일자, p.73
77. ↑  日本ハム、鎌スタ「田中幸雄ファーム監督スゴ腕TICKET」登場 - 스포츠 닛폰(Sponichi Anex), 2016년 6월 20일
78. ↑  요미우리 신문, 2007년 5월 18일자 조간, p.2
79. ↑  《야큐코조》, 2008년 12월호, p.173
80. ↑  아사히 신문, 1990년 2월 10일자 석간, p.3
81. 1 2  마이니치 신문, 2005년 12월 26일자 석간, p.2
82. ↑  요미우리 신문, 2007년 5월 27일자 조간, 홋카이도 사회면
83. ↑  요미우리 신문, 2008년 1월 10일자 조간, 미야자키 지방면
84. ↑  “宮崎県県民栄誉賞の受賞者一覧”. 미야자키현. 2017년 12월 8일에 원본 문서에서 보존된 문서. 2017년 12월 8일에 확인함.